# Ягелло, Евгений Иосифович
Евгений Иосифович Ягелло пол. Eugeniusz Jagiełło  (18 декабря 1873 — 19 августа 1947) — токарь, член Польской социалистической партии — левицы, депутат Государственной думы Российской империи IV созыва от города Варшавы, единственный депутат-социалист из Царства Польского в Государственной Думе.

## Биография
Поляк, варшавский мещанин. Родился в семье рабочего.  Окончил четырёхклассное варшавское городское училище. Работал токарем на различных варшавских, люблинских и киевских фабриках. В Варшаве руководил собственной мастерской по улице Лешно, дом 75. Состоял в Польской социалистической партии, а с 1906 года член Польской социалистической партии — левицы (ППС-левица). Согласно досье царского Охранного отделения в 1908 году ездил в Вену для решения организационных вопросов партии, встречался там с другими революционерами. В момент выборов в Думу был холост, работал токарем на варшавской фабрике Бормана и Шведе (на улице Srebrnej).

#### Выборы в 4-ю Думу
В апреле 1912 года XI съезд ППС-левицы в Опаве принял решение об участии партии в выборах в IV Государственную Думу. В принятой резолюции было указано, что избирательные возможности, связанные с системой выборов в Российской империи, незначительны. Несмотря на это, партия поставила задачу активно участвовать в выборах с целью использовать избирательный период для агитации, информирования и организации масс:176.
В августе того же года еврейская социалистическая партия Бунд сформировала избирательный комитет Социалистического единства. Однако Социал-демократическая партия Королевства Польского и Литвы (СДКПиЛ) не ответила на предложение войти в совместный блок. А ППС-революционная фракция, как и раньше, бойкотировала думские выборы.

Комитет Социалистического единства в специальной брошюре опубликовал список своих требований. Они в том числе включали:
1. объявление демократической республики, которая гарантировала бы власть народа и предоставляла бы полные гражданские свободы.
2. демократическое местное и провинциальное самоуправление и частичную автономию Польши.
3. разработку и реализацию значительных изменений в трудовом законодательстве, которые включали бы 8-часовой рабочий день, гарантированное страхование государственных служащих и продолжительные еженедельные 42-часовые выходные с возможностью субботнего отдыха для еврейских рабочих и работников умственного труда.
4. отмену ограничений для евреев, изменение дискриминационных законов, отмену черты оседлости,
5. отделение церкви от государства,
6. введение национальной культурной автономии, языковое и национальное равенство на собраниях и в объединениях, школах, судах и государственных и местных учреждениях,
7. прекращение преследований за политические преступления,
8. отмену военных судов и исключительных государств,
9. амнистию для тех, кто пострадал в борьбе за свободу,
10. неприкосновенность личности,
11. свободу объединений, союзов и собраний,
12. всеобщее обучение,
13. коренное изменение национальной обороны,
14. введение подоходного налога,
15. глубокую сельскохозяйственную реформу[5]

Выборы проходили в несколько туров. В заключительном туре выборов от нерусского населения Варшавы (русские варшавяне выбирали своего депутата) участвовало 80 выборщиков, из них 3 выборщика от рабочей курии:237. Выборщиком первого тура Ягелло избрали  на варшавской фабрике Бормана и Шведе, где он тогда работал, или, по другим сведениям, на фабрике Ортвайна и Карасинского. Он не был видным деятелем польской социал-демократии, но его кандидатура отвечала требованиям избирательного законодательства, потому что он не имел судимостей за нелояльность к государственному строю и его деятельность не была зафиксирована полицией. Вначале Е. И. Ягелло сомневался в необходимости участия в выборах, так как опасался того, что не готов для выполнения обязанностей депутата. Однако, в июле, Мария Кошуцкая, Стефан Круликовский и Анна Дембовская, проводя в городе Висле подготовку Ягелло к выборам, убедили его в необходимости баллотироваться.
На собрании выборщиков рабочей курии Варшавы социалисты получили 42 места (ППС-левица — 27, СДКПиЛ — 14, Бунд — 1), 20 мест получила Национально-демократическая партия, 8 мест — «Koncentracja Narodowa» и 18 — беспартийные. В итоге 3 места выборщиков заключительного тура поделили между собой ППС-Левица (Ягелло) и СДКПиЛ (Залевский и Броновский):74.
В заключительном туре было три основных претендента на единственное парламентское место:  Роман Дмовский от национал-демократов (НДП), Ян Кухажевский от «Koncentracja Narodowa» (или так называемой Secesja, группы Варшавской интеллигенции, вышедшей в 1911 году из НДП из-за несогласия с политикой Дмовского)  и Евгений Ягелло от Социалистического Союза. Между тем из 80 выборщиков  46 голосов принадлежало евреям и только 34 христианам.  Блок выборщиков-евреев пришёл к решению избрать депутатом Думы поляка, дабы не разжигать антисемитские настроения. Первоначально они обратились к Кухажевскому, но он отказался. В результате, выбор пал на Ягелло. В итоге Кухажевский получил 33 голоса, а Ягелло — 43 голоса.
Ягелло, в основном, получил голоса выборщиков, евреев по национальности, и рабочих поляков. Еврейские избиратели хотели отдать мандат от польской столицы, и поскольку ни один из кандидатов не был справедливым в местном правительстве, голоса избирателей были поданы на Ягелло. Выбор был довольно неожиданным, потому что из-за избирательной системы выборщиков представители рабочих не ожидали победы. Вот почему самые известные активисты не выставляли свои кандидатуры. По некоторым сведениям, когда он знал о возможности своего выбора, ППС-Левый даже считал, что сначала убирает кандидата, но этого не произошло.
Таким образом, 25 октября 1912 года Ягелло был избран в Государственную думу Российской империи IV созыва от нерусского населения города Варшавы.
Избрание Ягелло вызвало критику и сопротивление с разных сторон политического спектра. С одной стороны, национальная демократия начала массовую кампанию бойкота евреев под лозунгом «Свой к своему за своим». Под эгидой Романа Дмовского был создан журнал «Gazeta Poranna — 2 Grosze», посвященный пропаганде бойкота. Новоизбранного члена Думы называли "еврейским депутатом" (poseł żydowski).
С другой стороны, депутат подвергся критике обеих фракций Социал-демократии Королевства Польши и Литвы («розламовцы» и «зажондовцы»), как не представляющий польских рабочих.  Недовольная проигрышем своих двух кандидатов СДКПиЛ 22(9) ноября 1912 года направила в социал-демократическую фракцию Думы письмо: "Уважаемые товарищи,  ввиду того, что депутат от Варшавы Евгений Ягелло заявил в печати о своем намерении вступить в социал-демократическую фракцию, Главное Правление С.-д. Ц[арства] П[ольского] и Л[итвы] заявляет следующее: Евгений Ягелло не может считаться депутатом от рабочих и не может быть принятым в члены с.-д. фракции". <...> "Допущение Е. Ягелло в с. -д. фракцию с мандатом не от польских рабочих, а от еврейских националистов, вопреки протестам польских с. -д. и вопреки решениям Стокгольмского съезда [по вопросу об объединении Социал-демократии Польши и Литвы с РСДРП.], могли бы еще более обострить внутреннюю борьбу в РСДРП и вызвать отчуждение между с. -д. фракцией и польским социал-демократическим пролетариатом, сгруппированным вокруг ПСД. Ввиду этого Главное правление ПСД ожидает от социал-демократической фракции отказа Ягелло в его просьбе о допущении во фракцию в качестве ее члена, против чего оно считало бы себя обязанным протестовать самым решительным образом". Это письмо стало важным подспорьем для большевистского крыла фракции в борьбе с меньшевиками.

#### Деятельность в Думе
При появлении Ягелло в Петербурге разгорелась яростная борьба внутри думской социал-демократической фракции между большевиками и меньшевиками. В тот момент фракция включала 6 большевиков и 6 меньшевиков. Пытаясь сохранить паритет большевики активно сопротивлялись включению Ягелло во фракцию, ссылаясь на письмо  СДКПиЛ, они утверждали, что, так как Ягелло прошел в Думу благодаря поддержке буржуазии и блока ППС и Бунда, он не может выражать интересы рабочих и не является социал-демократом. При первом голосовании с.-д. фракция раскололась: 6 депутатов (меньшевики) голосовали за прием Ягелло и 6 (большевики) против. С приездом депутата от Иркутской губернии И. Н. Манькова меньшевики получили перевес, и Ягелло был принят членом с.-д. фракции. Но под давлением большевиков его права внутри фракции были ограничены: по внутрипартийным вопросам он получил лишь совещательный голос. Борьба вокруг вступления Ягелло во фракцию отражена в письмах и публикациях и Ленина, и Сталина. Ленин связывал надежду восстановить внутрифракционный паритет с приездом депутата от Приморской области А. Н. Русанова. Однако его надежды не оправдались, Русанов оказался трудовиком.
В результате Ягелло все же вошёл в состав Социал-демократической фракции, хотя и был ограничен в решении внутрипартийных вопросов. После раскола фракции осенью 1913 года Ягелло остался в Социал-демократической фракции меньшевиков. Состоял в думских комиссиях по замене сервитутов и по местному самоуправлению. Выступал в Думе 8 раз, из них 5 раз с запросами (с запросом о катастроф на железных дорогах и митингах поляков в Варшаве; о безработных в Лодзи; об арестах на газовом заводе и т. п.):75. На основании статьи 38 Закона об Учреждении Государственной Думы от 20 февраля 1906 года был отстранён на 15 заседаний.
Он был определён делегатом ППС-левицы на Международный социалистический конгресс в Базеле в сентябре 1912 года, но в нем не участвовал. В декабре 1913 года он был на III Общенациональной конференции ППС-левицы в Кракове.
Члены Польского коло в Думе бойкотировали Ягелло, что было подтверждено резолюцией от 29 ноября 1912 года, принятой по инициативе депутата от Ковенской губернии Феликса Рачковского.
Депутат Государственной Думы, большевик и по совместительству агент охранки Роман Малиновский хорошо владел польским языком, благодаря этому он старался сблизиться с Ягелло, но с другой стороны, как и все депутаты-большевики, также как и, по-видимому, охранное отделение, в котором он служил, не был заинтересован в усилении меньшевистской части фракции и, следовательно, в активности Ягелло. К февралю 1913 в Петербурге был арестован П. Л. Лапинский, недавно приехавший  из Варшавы помогать Ягелло. Когда вскоре после этого Лидия Дан получила анонимное письмо о том, что Лапинский «пал жертвой доноса ваших друго-врагов», подозрения в первую очередь пали на Малиновского. Сталин, в то время известный под кличкой Васильев, встретился с Л. Дан и, угрожая, требовал от неё  «прекращения «травли» депутата-большевика. Примерно через год, 8 мая 1914, Р. В. Малиновский под давлением товарища министра внутренних дел В. Ф. Джунковского, считавшего ситуацию, когда МВД через своего агента занимается провокациями в Думе, неприличной, сложил с себя полномочия депутата.
Летом 1917 года, отвечая на вопрос председателя Чрезвычайной Следственной Комиссии Временного правительства Н. К. Муравьёва: "Вам известно, что один из главарей департамента полиции признал, что директива раскола [социал-демократической] фракции была дана из департамента полиции?", лидер думской фракции меньшевиков Чхеидзе вспоминал "что на почве этого вопроса [о принятии Ягелло во фракцию] обнаружилось, что есть вопросы, которые дают возможность <...> резкого расхождения одной части фракции и другой. Малиновский за это очень цеплялся и на этом давал решительный бой."

#### После начала Первой мировой войны
Накануне Первой мировой войны Ягелло выехал в Австрию, где после начала боевых действий был арестован. Позднее проживал в Вене. В 1918 году вернулся в Королевство Польское, снова стал заниматься металообработкой в Варшаве. Примыкал к левому крылу польского рабочего движения. Был активен в профсоюзном движении, но не принимал значительного участия в политической жизни. Он умер 19 августа 1947 года в Варшаве.

## Оценка деятельности
Активист ППС-ливицы Адам Прагье критиковал Ягелло за недостаток таланта и находчивости:

Поэтому мы старались хотя бы писать для него речи и материалы, которые позволили бы ему также ориентироваться в мире и в России, и особенно в непосредственной обстановке в Думе. Но это тоже оказалось безнадежным, потому что Ягелло недостаточно знал язык. <...> Из-за этого пришлось оставить бедного Ягелло в его несчастном положении, и что было особенно в этом горьким, так это то, что он был человеком доброй воли, которому было очень неловко в той ситуации, в которой он оказался:87
Эту оценку подтверждает и Лидия Дан, которая считала, что Ягелло "совершенно ничтожный, политически неразвитый человек, с ним было «много возни», так как он плохо говорил по-русски".
Совершенно другую оценку представил Витольд Трчинский, член Центрального комитета ППС-левицы, указывавший на высокую социальную активность депутата, в том числе освобождения арестованных рабочих на газовом заводе  Ароновича, освобождения Антония Шцерковского из Пабьянице или борьбу Ягелло с намерением перевести польских ссыльных в более тяжёпые места ссылки из Тобольской губернии. По словам Трчиньского, благодаря Ягелло в январе 1914 года 5 тысяч марки от немецких профсоюзов были направлены на помощь помочь забастовщикам в Лодзи. Трчинский  упоминал также его активную работу в сфере помощи безработным и его активность в прессе:

Также утверждается, что «еврейский депутат» набирает такую популярность, что, вероятно, нет встречи рабочих, где к нему не инициируется обращение. На то, как эта популярность увеличилась, указывает то, что в письме «Życie Warszawskie» среди читателей была распространена анкета об их отношении к Ягелло:  из 2153 ответов 1970, то есть 92%, были в поддержку Ягелло.:76

## Сочинения
- Ягелло Е. И.[Открытое письмо депутата Ягелло]. — "Луч", Спб., 1912, № 40, 2 ноября, стр. 2. Под общ. загл.: Первый рабочий депутат из Польши в Г. думе.
- Ягелло Е. И. Письмо в редакцию. — "Правда", Спб., 1913, № 11 (215), 15 января, стр. 2. Под общ. загл.: Польские рабочие и антисемитизм.
- Ягелло Е. И. Клодзинским рабочим. (Письмо в редакцию). — "Правда", Спб., 1913, № 18 (222), 23 января, стр. 1.

### Рекомендуемые источники
- Магазинер Я. М. Поверка депутатских полномочий: к вопросу о поверке выборов депутата Е. И. Ягелло; заседание Государственной Думы 6 марта 1913 г. // Право. 1913. № 13. Стб. 801-814.
- Августовский К. [псевдоним С.О. Цедербаума]. Тов. Ягелло и с.-д. фракция. - «Луч», Спб., 1912, № 56, 21 ноября, стр. 1.
- Сталин И. В. Ягелло, как неполноправный член с.-д. фракции. // «Правда» № 182 от 1 декабря 1912 года.
- Бадаев А. Большевики в Государственной думе. М. 1954
- Brzoza Cz., Stepan K. Posłowie polscy w Parlamencie Rosyjskim, 1906—1917: Słownik biograficzny. Warszawa, 2001. ISBN 83-7059-506-5.
- Jan Tomicki: Jagiełło Eugeniusz. W: Ajnenkiel Eugeniusz i in.: Słownik Biograficzny działaczy Polskiego Ruchu Robotniczego. Feliks Tych (red.). T. 2: E–J. Warszawa: 1987. ISBN 83-05-11657-3.
- Eugeniusz Ajnenkiel. Życie polityczne Warszawy w roku 1912 (ciąg dalszy). „Kronika Ruchu Rewolucyjnego w Polsce”. 2 (14), kwiecień–czerwiec 1938.
- Archiwum Ruchu Robotniczego, Centralne Archiwum KC PZPR, red. Feliks Tych. T. 5. Warszawa 1977.
- Hanna Kasprzakowa. Maria Koszutska. Warszawa: 1988.
- Walentyna Najdus. Socjaldemokracja Królestwa Polskiego i Litwy. Wrocław: 1980.
- Władysław Pobóg-Malinowski. Najnowsza historia polityczna Polski. T. 1: 1864–1914. Londyn: 1963.
- PPS-Lewica. 1906–1918. Materiały i dokumenty. oprac. Janina Kasprzakowa i in.. T. 2: 1911-1914. Warszawa: 1962.
- Adam Pragier. Czas przeszły dokonany. Londyn: 1966.
- Witold Trzciński. Z minionych dni Polski Podziemnej 1905–1918. Warszawa: 1937.

### Архивы
- Российский государственный исторический архив. Фонд 1278. Опись 9. Дело 925; Дело 1348. Лист 48.